# Claudio Gay
Claudio Gay Mouret (en francés: Claude Gay; Draguignan, 18 de marzo de 1800-Deffens, cerca de Flayosc, 29 de noviembre de 1873) fue un autodidacta, polímata, naturalista e historiador francés que realizó los primeros estudios amplios de la flora, fauna, geología y geografía de Chile. Además fue el primer director del Museo Nacional de Historia Natural de Chile.

## Primeros años
Hijo de padres agricultores, Jean Gay y Thérèse Mouret, fue enviado a París por ellos a los 18 años para que cursara estudios superiores en medicina y farmacia. Pero en la capital francesa, Gay abandonó esos estudios y se decidió por la botánica, área en la cual destacó posteriormente. Fue colector del Museo de Historia Natural de París donde tuvo la oportunidad de viajar y recorrer los Alpes franceses, el norte de Italia, Grecia, algunas islas del mar Mediterráneo y parte de Asia Menor.

## En Chile
En 1828, el médico y aventurero Pedro Chapuis le ofreció viajar a Chile para dar clases. Atraído por la posibilidad de descubrir la flora y fauna de un país casi desconocido, se embarcó en Brest en mayo de 1828 para llegar a Valparaíso el 8 de diciembre del mismo año.
Luego de algunas dificultades iniciales debido a cierta inestabilidad política de la época, comenzó a dar clases de física y de historia natural en el Colegio Santiago en la capital. Conoció a José Vicente Bustillos, el boticario más célebre de la ciudad, quien le presentó a Diego Portales.
Fue contratado en 1830 por el presidente José Tomás Ovalle y su ministro Portales para realizar investigaciones científicas diversas sobre el país y formar un gabinete de historia natural, que posteriormente se convertiría en el Museo de Historia Natural, del que Gay fue director entre ese año y 1842. Por sus investigaciones recibió la Legión de Honor por parte del gobierno francés.
En 1838 también exploró y coleccionó flora de Perú.
Su trabajo lo llevó a viajar a lo largo y ancho de ese país Chile, partiendo por la Laguna de Tagua Tagua. Recorrió extensamente Colchagua, después la provincia de Atacama; pasó por lugares como el archipiélago de Juan Fernández (1832), la isla de Chiloé (1835) y la zona central (1837).

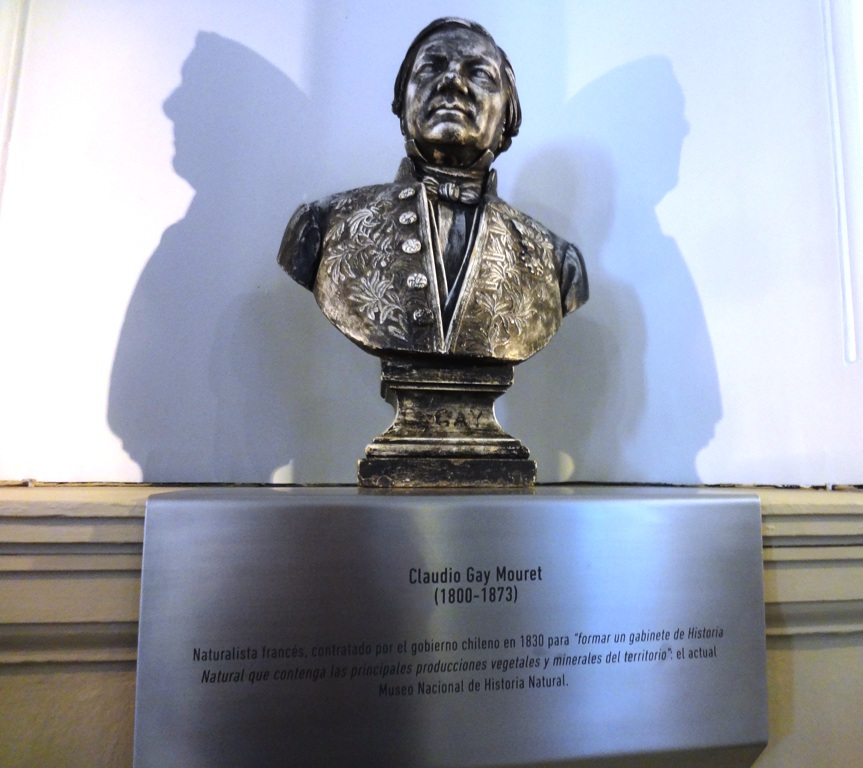
Busto de Claudio Gay, en el Museo Nacional de Historia Natural de Chile.

Para la extensa colección de animales y plantas que reunió el gobierno le facilitó un edificio para exponerlas, guardarlas y clasificarlas, dando origen al Museo de Historia Natural a fines de 1839. Ese mismo año, ante una propuesta del ministro de Instrucción, Mariano Egaña, aceptó escribir una Historia política de Chile.
En busca de archivos y entrevistas para aquella indagación, recorrió parte de Perú. En 1841, concluyó sus investigaciones en Chile, obteniendo como premio por la calidad de su trabajo una suma de dinero y la nacionalidad chilena por gracia de parte del gobierno de José Joaquín Prieto. Dicho año fundó la Quinta Normal de Agricultura (actual parque Quinta Normal). Dos años más tarde, fue nombrado miembro de la Universidad de Chile.

## Viaje a Francia y breve retorno a Chile

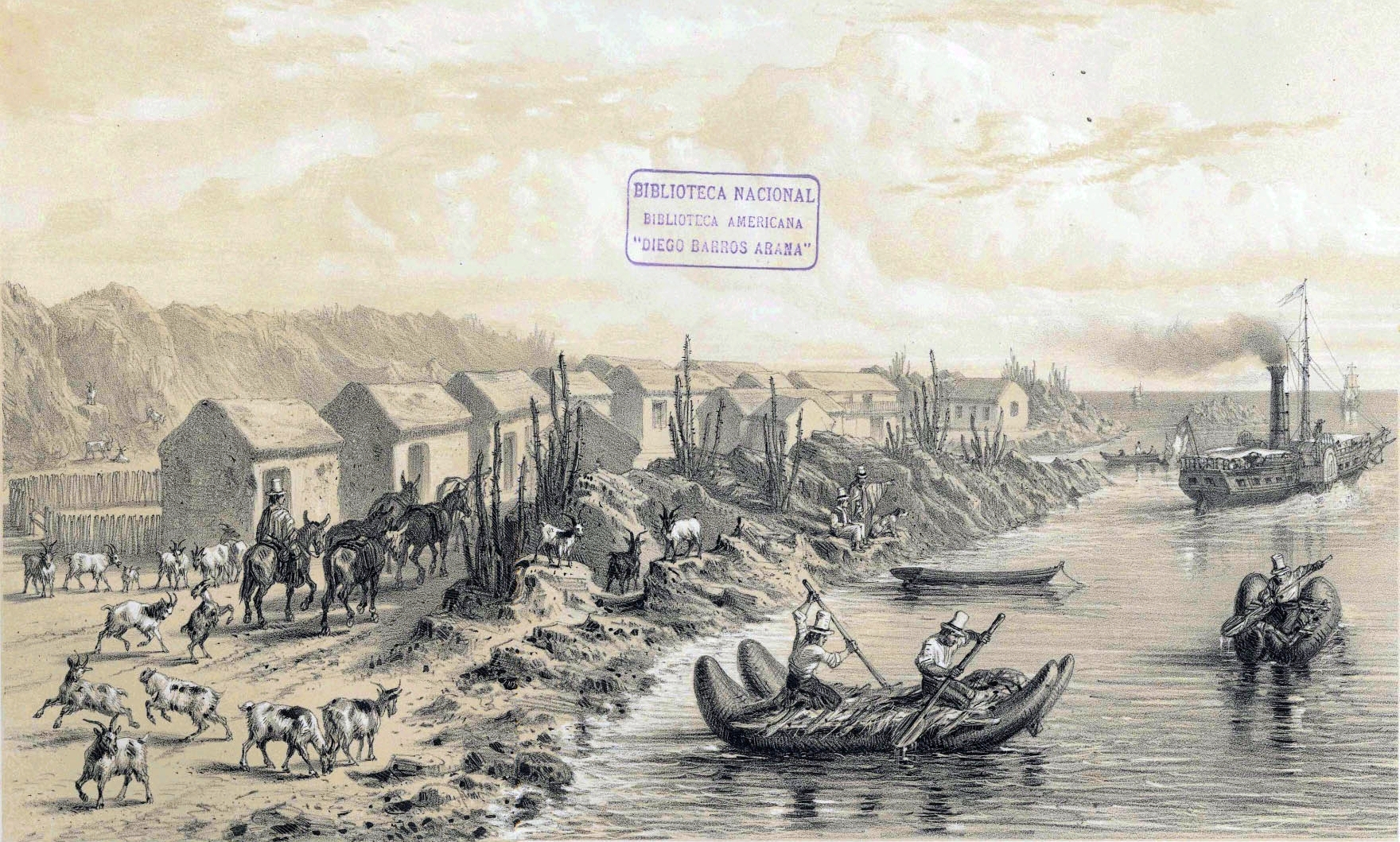
Puerto de Huasco en Atlas de la historia física y política de Chile (1854) de Claudio Gay.

El 16 de junio de 1842 Claudio Gay se embarcó en la fragata Arequipa rumbo a Burdeos. En su patria, se radicó en París a escribir su obra. Como resultado, publicó 30 libros que describían la identidad de la naturaleza chilena. 
Gay volvió en 1863 brevemente a Chile, donde fue recibido como una celebridad y homenajeado en el Congreso Nacional. De vuelta en Francia, se instaló en su Provenza natal, donde falleció diez años más tarde, en 1873.
A su muerte, dejó inconcluso un manuscrito sobre los mapuches, que permaneció archivado hasta que lo descubrió el antropólogo chileno Diego Milos, quien «lo leyó, lo transcribió, lo tradujo, lo ordenó, lo introdujo, lo anotó y lo convirtió en el libro de 372 páginas» que con el título de Usos y costumbres de los araucanos publicó la editorial Taurus en 2018.

## Obras
- Consideraciones sobre las minas de mercurio de Andacollo e Illapel con su posición geológica. Valparaíso (1837), París (1851)
- Noticias sobre las islas de Juan Fernández. Valparaíso, (1840)
- Historia física y política de Chile. París (1844 a 1848)
- Origine de la pomme de terre. París (1851)
- Atlas de la historia física y política de Chile. París (1854)[nota 1]
- Usos y costumbres de los araucanos (2018, inéd. 1870-73)

## Homenajes
Existen múltiples odónimos en homenaje a Claudio Gay a lo largo de todo Chile, entre los que destacan la calle Claudio Gay en el barrio República de Santiago y la avenida Claudio Gay de Talcahuano. Asimismo, el Liceo Alianza Francesa Claude Gay de Osorno, es un establecimiento bautizado así en su honor.